# Jordi Virallonga Eguren
Jordi Virallonga Eguren (Barcelona, 1955) es un ensayista, traductor y poeta español en lenguas catalana y castellana. Catedrático de literatura española (EU) en la Universidad de Barcelona, preside el aula de Poesía de Barcelona desde su fundación, en 1989.

## Presentación
Especialista en literatura moderna y contemporánea, ha estudiado la poesía de posguerra, sobre todo en la Generación de los cincuenta y la obra de poetas catalanes del siglo XX, muchos de los cuales ha estudiado, editado y traducido (Gabriel Ferrater, Joan Salvat-Papasseit o los poetas antologados en Sol de sal: la nueva poesía catalana,2001). Ha sido lector y profesor invitado en varias universidades europeas, también en otras de África y América, como Fez, Rabat, Casablanca, Argel, Brown, New York, Bogotá, México DF, Aguascalientes, Campeche, Durango, Querétaro o Sinaloa, entre otros. También ha traducido del italiano, el francés, el portugués y el catalán escritores como Herberto Helder, Luiza Neto Jorge, Eugenio Montale, Aldo Busi, Verlaine, o Víctor Hugo.
Su poesía, escrita en castellano y catalán, se caracteriza por la ironía y el tono provocativo con que trata el desasosiego del hombre y la mujer contemporáneos, inmersos en una realidad frustrante que el poeta denuncia mediante la palabra. Ironía, pero también tristeza y ternura caracterizan la mirada inconformista del poeta, que se fija en los aspectos ineludibles de la existencia cotidiana que conforman un espacio hecho a medida de las miserias y grandezas del ser humano contemporáneo.
Eduardo Moga ha destacado la naturalidad del verso, la fluidez con que la palabra más anodina se llena de sentido poético, y también un sentido del humor que no abandona nunca sus versos, incluso cuando la crítica a la sociedad se hace más penetrante.
Se da a conocer como poeta en 1980, con la plaquette A la voz que me acompaña, pero su primer poemario es Saberte (1981), publicado por la editorial Laertes. Con Crónicas de usura ganó el premio Ciudad de Irún (1996),  y con Todo parece indicar el Premio “Valencia” de Poesía 2003. Recientemente ha publicado Incluso la muerte tarda (Premio Internacional de Poesía Hermanos Argensola 2015), Amor de fet (XX Premi Màrius Torres 2015) y el libro de poesía para niños Animalons (2016). Sus poemas han sido recogidos en numerosas antologías españolas y europeas (así como de Venezuela, México y Macedonia) y traducidos al francés, árabe, portugués, alemán, inglés, italiano, turco, macedonio y danés.  
Sus poemarios han sido prologados por maestros como José Agustín Goytisolo, José Hierro, Marco Antonio Campos, Manuel Díaz Martínez, Antonio Gamoneda, Juan Gelman, Nuno Júdice, José Ángel Leyva, Adnan Özer, Francesc Parcerisas, Paolo Ruffilli o Aldo Ruffinatto.

## Obra

### Libros de poesía
En castellano:
- A la voz que me acompaña. Barcelona: Gráficas Bartolo, 1980. Plaquette.
- Saberte. Barcelona: Laertes, 1981.
- Perímetro de un día. Barcelona: Laertes, 1986. Con prólogo de José Agustín Goytisolo.
- El perfil de los pacíficos. Madrid: Libertarias/Prodhufi, 1992.
- Dos poemas en Turín. Málaga: Librería Anticuaria El Guadalhorce, 1992. Plaquette.
- “La vida es mentira no obstante va en serio”, en: Cuadernos hispanoamericanos, n. 547 (1996), págs. 41-50. Antología publicada como suplemento de la revista.
- Con orden y concierto. Palma de Mallorca: Sa Nostra y Universidad de las Islas Baleares, 1996. Antología. Plaquette.
- Poesía en el campus. Zaragoza: Universidad de Zaragoza, 2001. Prólogos de Eduard Sanahuja, José Agustín Goytisolo, Manuel Díaz Martinez y Julio José Ordovás. Antología.
- Crónicas de usura. San Sebastián: Kutxa, 1997. Premio Ciudad de Irún. Hay ediciones posteriores en Plaza&Janés (Barcelona, 1999), y Letralia (Guadalajara, México, 2008), con epílogo de Marco Antonio Campos.
- Llevarte el día a casa. Málaga: Ayuntamiento de Málaga, 1999. Antología.
- De varía misérrima. Sevilla: Arrayán, 2000. Antología. Plaquette.
- Los poemas de Turín. Barcelona: Lumen, 2001. Prólogo de José Hierro.
- Todo parece indicar. Madrid: Hiperión, 2003. Premio Valencia de poesía-Fundación Alfonso el Magnánimo. Hay edición posterior en Morbo ediciones (Campeche, México, 2013). El poema "Iluso por sufragio", incluido en este libro, ganó el Premio Bilaketa. Villa de Aoiz, del año 2002.
- Poemas de amor descortés. Cuenca: El toro de barro, 2005.  Antología. Plaquette.
- Por si no puedes. México D.F.: La Cabra ediciones, 2010. Prólogo facsímil de José Hierro.  Antología.
- Hace triste. Barcelona: DVD, 2010. Prólogo de Antonio Gamoneda.
- La amplitud de la miseria: antología de poemas 1986-2010. Ibagué (Colombia): Caza de libros, 2013.
- La transparencia oculta lo que muestra, en: Doble fondo, vol. IX.  Bogotá: Arfo, 2014. Prólogo de José Ángel Leyva. Antología.
- Incluso la muerte tarda. Madrid: Visor, 2015. Premio Hermanos Argensola 2015. Prólogo de Juan Gelman.

En catalán:
- Amor de fet. Lleida: Pagès, 2016. XX Premi Màrius Torres, 2015.  Prólogo de Francesc Parcerisas.
- Animalons. Lleida: Labrador, 2016. Poemas para niños. Con ilustraciones de Ramon Moscardó, Josep Moscardó, Didier Lourenço, Xavier Rodara, Mar Díaz y Mauricio Sbarbaro. Con propuestas didácticas de Laura González.

Aparece en las antologías:
- “Joven poesía en castellano escrita en Barcelona”. A cargo de Inés Blanca, en: La Factoría Valenciana (1996).
- Španskata poezija na XX vek [=La poesía española del siglo XX]. Edición, prólogo y traducción al macedonio de Mateja Matewsky. [Struga]: Struški vienečeri na poezijata = Struga Poetry evenings; Skopje: Matica makedonska, 1998.
- Antología poética. Prólogo y selección de Justo Jorge Padrón. [Gran Canaria]: Fundación Cultural Atlántida, 1998.
- Barcelona Poesía. Al cuidado de Gabriel Planella. Barcelona: Proa, 1998.
- 18 poetas españoles de fin de milenio. A cargo de Juliana Chavarrías y Marcelino Jiménez. Caracas: Fondo Editorial Pequeña Venecia, 2000.
- De la transparencia al presagio. Poesía de España. Traducción y prólogo de Martín Almádez. Tlaquepaque: Literalia: Mantis, 2000
- “25 años de poesía en lengua española”. Prólogo de Santiago Martínez. En: Ficciones, n.º 9 (2002).
- Por vivir aquí. Antología de poetas catalanes en castellano (1980-2003). A cargo de Manuel Rico. Prólogo de Manuel Vázquez Montalbán. Madrid: Bartleby, cop. 2003.
- Poetas por sí mismos. A cargo de Francisco Estévez. Prólogo de Cesare Segre. Madrid: Biblioteca Nueva, 2007.

Poemas musicados en:
- Breton, Eric.  A la espera de... Mélodies contemporaines sur des poèmes de Pablo Neruda, Rafael Alberti, Jordi Virallonga, Mariano Blatt, Marygrange. Villeneuve-lès-Avignon (Vaucluse)]: BW music, [DL 2011]. La soprano Lydia Mayo canta los poemas “Con uno beso fugaz”, “He probado a huir” y “Como saliva de haber sido”.
- Gnutti, Rudy.  Sampler de amor.  Barcelona: Ancora music, 2009. Dani Nel·lo recita “El amor casto”.

### Obra poética traducida
Al árabe:
- [Llevarte el día en casa]. Traducción de Mezouar El Idrissi. Tánger: Litograf, 2004.

Al italiano:
- Il profilo dei pacifici. Le poesie di Torino. Prólogo de Aldo Ruffinatto. Trad. por Franca Mancini. Torino: Dell'Orso, 1996.
- Cronache d'usura. Traducción y prólogo de Gaetano Longo. Udine: Campanotto, 1999.
- Tutto sembra indicare. Traducción de Pietro Federico, prólogo de Paolo Ruffilli. Venezia: Del Leone, 2009.
- Fa triste. Traducción de Emilio Coco. Foggia: Sentieri Meridiani, 2012.

Al portugués:
- Quanto sei de mim. Prólogo de Nuno Júdice. Traducción de Carlos da Veiga Ferreira. Lisboa: Teorema, 1998.

Al turco:
- Birk Ask Tefecisinin Notlari [Crónicas de usura]. Prólogo de Adnan Özer. Traducción de Serdar Çelik. Estambul: Gendaç, 1998.

### Estudios y crítica
Ediciones críticas:
- Goytisolo, José Agustín. El ángel verde y otros poemas encontrados. Madrid: Libertarias/Prodhufi,  1993.

Estudios y ensayos:
- José Agustín Goytisolo, vida y obra: de la luz del retorno a las noches proscritas. Madrid: Libertarias/Prodhufi, 1992.

Artículos y contribuciones en obras colectivas
- “Una tardo con José Agustín Goytisolo (Sobre la persona y el pensamiento de José Agustín Goytisolo)”, en:  Olvidos de Granada. Granada:  Área de Cultura de la Diputación Provincial de Granada, 1986.
- “De un abrir y cerrar los ojos: una aproximación a la obra poética de José Agustín Goytisolo”, en:  Insula, n.  523-524 (julio-agosto de 1990), pp. 60–61.
- “Poesía del Ansia y poesía del Deseo. Un análisis descriptivo”, a: Deseo y palabra poética, Barcelona: Invenció psicoanalítica, 1991, pp. 7–22.
- “La utilidad”, en: El Crítico, n.  13 (1992).  Artículo sobre Paul Verlaine.
- "Aben Razín", de Sergio Gaspar, en: Quimera, n. 115 (noviembre de 1992), p. 97.
- "Raro de luna", de Javier Egea, en: Hora de poesía, n. 83-84 (septiembre-diciembre de 1992), p. 163.
- “Del amor, que es la muerte”, en: Ínsula, n. 553 (enero de 1993), pp. 9–10.
- “Experiencia y lenguaje”, en: Últimos 20 años de poesía española. Oviedo: Fundación de Cultura del Ayuntamiento de Oviedo, 1993, pp. 77-96.
- “Poesía española: 1965-1990”, en: Últimos 20 años de poesía española. Oviedo: Fundación de Cultura del Ayuntamiento de Oviedo, 1993, pp. 135-154.
- “Brevísimas consideraciones sobre poesía y realidad (¿Una poética?)”, en: La ceremonia de la diversidad. 3ª semana poética de Cuenca, Cuenca: Diputación provincial, 1993, pp. 105–108.
- “Una conversa amb Antoni Tàpies sobre pintura i poesía”, a:  Lletra de canvi, n. 37 (primavera de 1994), pp. 31–35.
- “Antoni Tàpies, sobre poesía, pintura y sociedad”, en:  Turia, n. 28-29 (mayo de 1994), pp. 225–233.
- “Gustavo Adolfo Bécquer: poética e ideología”, en:  Cuadernos hispanoamericanos, n. 539-540 (mayo-junio de 1995), pp. 6–23.
- “Otra edición de las Rimas de Bécquer”, en:  Cuadernos hispanoamericanos, n. 548 (feb. 1996), pp. 138–141.
- “El 50, una lección de poesía como perturbadora de la conciencia individual”, en: Actas del Congreso "Jaime Gil de Biedma y su generación poética": [Zaragoza, 22 al 26 de octubre de 1991], vol. II. [Zaragoza]: Gobierno de Aragón, D.L. 1996, pp- 163-170.
- “Aproximación a la obra de Rubén Darío”, en:  Anthropos, n. 170-171 (enero-abril de 1997).
- “Algunas consideraciones sobre el paisaje en la poesía”, en: I encuentro sobre el paisaje en la poesía actual española. Córdoba: Diputación, 1997, pp. 223–230.
- “María Victoria Atencia, un temblor de realidad”, en:  Litoral, n. 213-214 (1997) “El vuelo”, pp. 105–106.
- “Antología de Spoon River”, en: Poiesis, n. 8 (1999), pp 39–44.
- “Algunas consideraciones sobre la crítica periodística en los medios de comunicación”, en: IX encuentros con la poesía, Cádiz: Fundación Rafael Alberti, 2002. pp. 313–319.
- “Cal y canto: Construcción del asombro y posible presencia de la vanguardia catalana”, en: Actas Poesía Última, Fundación Rafael Alberti: Cal y Canto 2007,  Madrid: Sial, 2007, pp. 99–103.
- “Poema versus fet poètic en Salvador Dalí”, a Sol ixent, 3a época, n.1  (junio de 2004), pp. 33–36.
- “Varias consideraciones sobre la realidad. Salvando las distancias, de José Antonio Jiménez Navarro”, en: Quimera, n. 399 (febrero de 2017), p. 62.

### Obra como traductor
Del catalán:
- Bellsolà, Carles. Hierro y ciruelas. Barcelona: Lumen, 1998.
- Castells, Ada. Toda la vida. Barcelona: Edhasa, 2007.
- Castillo, David. En tierra de nadie. Málaga: Ayuntamiento de Málaga, 2002. (En colaboración con otros traductores.)
- Castillo, David. Bandera negra. Madrid: Sial, 2001. (En colaboración con otros traductores.)
- Freixas, Lluís. La confederación de las almas. Barcelona: Lumen, 2000.
- Martín, Andreu. De todo corazón. Valencia: Nowtilus, 2008.
- Poetas catalanes. México DF: La otra, 2013.
- Rodoreda, Mercè. Mercès, Rodoreda. Barcelona: Biblioteques de Barcelona, 2008. (En colaboración con otros traductores.)
- Salvat-Papasseit, Joan. Poesía completa. Barcelona: La poesía Señor Hidalgo, 2008.
- Sampere, Màrius. Jerarquías. Mataró: Fundació Grupo Cecassa, 2005.
- Sanuy, Carles M. El vasto desierto. Calaceite (Huesca): Ediciones Subcutáneas, 1993.
- Sol de sal: la nueva poesía catalana, antología 1976-2001. Barcelona: DVD, 2001.
- Torres, Màrius. Palabras de la muerte. Barcelona: DVD, 2009. (En colaboración con otros traductores.)
- Verdaguer, Jacinto. Tenerife. las Palmas de Gran Canaria: Edirca S.L. 1992.

Del italiano:
- Busi, Aldo. Manual de la perfecta Gentildama.  Barcelona: Lumen, 1997.
- Clerk, Fabiola de. Todo el pan del mundo. Barcelona: Círculo de lectores, 1997.
- Montale, Eugenio. 37 poemas. Madrid: Hiperión, 1996. (En colaboración con otros traductores.)
- Pinto, Mario di. Notícia d'Itaca. Vic: Reduccions, 1991.
- Sanguineti, Edoardo. "Cuatro poemas", en: Hora de poesia, núm. 91-93 (1994).

Del portugués:
- Helder, Herberto. Antología. Barcelona: Plaza & Janés, 2000.
- Letria, José Jorge. Los mares interiores. Barcelona: Lumen, 2002.
- Quintais, Luis F. La imprecisa melancolía. Barcelona: Lumen, 1995.

### Otras obras
Ediciones divulgativas otros poetas:
- Machado, Antonio. Antología. Barcelona: Plaza & Janés, 2001
- Manrique, Jorge. Coplas, canciones y otros poemas. Barcelona: Plaza & Janés, 2001

## Premios y reconocimientos
- 1996 - Premio Ciudad de Irún, por el poemario Crónicas de usura.
- 2002 - Premio Bilaketa, Villa de Aoiz, por el poema “Iluso por sufragio”.
- 2003 - Premio Valencia- Alfonso el Magnánimo de poesía en castellano, por el poemario Todo parece indicar.
- 2014 - Orden al Mérito literario y docente Alejo Zuloaga, otorgada por la Universidad de Carabobo (Venezuela)
- 2015 - Premio Hermanos Argensola, por el poemario Incluso la muerte tarda.
- 2015 - XX Premio Màrius Torres, por el poemario Amor de hecho.